# Paula Cristina Gonçalves
Paula Cristina Gonçalves (ur. 11 sierpnia 1990 w Campinasie) – brazylijska tenisistka, medalistka igrzysk Ameryki Południowej, reprezentantka kraju w rozgrywkach Pucharu Federacji.

## Kariera tenisowa
W 2015 roku osiągnęła pierwszy finał zawodów cyklu WTA Tour – w Bogocie razem z Beatriz Haddad Maią pokonały w meczu mistrzowskim Irinę Falconi i Shelby Rogers wynikiem 6:3, 3:6, 10–6.
W przeciągu kariery zwyciężyła w siedmiu singlowych i dwudziestu czterech deblowych turniejach rangi ITF. 15 sierpnia 2016 roku zajmowała najwyższe miejsce w rankingu singlowym WTA Tour – 158. pozycję. 29 lutego 2016 osiągnęła najwyższą lokatę w rankingu deblowym – 95. miejsce.

## Finały turniejów WTA
| Legenda                     | Legenda |
| --------------------------- | ------- |
| Wielki Szlem                |         |
| Igrzyska olimpijskie        |         |
| WTA Tour Championships      |         |
| 2009 – 2020                 |         |
| WTA Premier Mandatory       |         |
| WTA Premier 5               |         |
| WTA Premier                 |         |
| WTA International Series    |         |
| WTA 125K series (2012–2020) |         |

### Gra podwójna
| Końcowy wynik | Nr | Data             | Turniej | Nawierzchnia | Partnerka           | Przeciwniczki               | Wynik finału   |
| ------------- | -- | ---------------- | ------- | ------------ | ------------------- | --------------------------- | -------------- |
| Zwyciężczyni  | 1. | 19 kwietnia 2015 | Bogota  | Ceglana      | Beatriz Haddad Maia | Irina Falconi Shelby Rogers | 6:3, 3:6, 10–6 |

## Wygrane turnieje rangi ITF
| turnieje z pulą nagród 100 000 $ |
| turnieje z pulą nagród 75 000 $  |
| turnieje z pulą nagród 50 000 $  |
| turnieje z pulą nagród 25 000 $  |
| turnieje z pulą nagród 15 000 $  |
| turnieje z pulą nagród 10 000 $  |

### Gra pojedyncza
|    | Data       | Turniej             | Naw.    | Przeciwniczka        | Wynik          |
| 1. | 03/10/2011 | São Paulo           | Ceglana | Bárbara Luz          | 6:2, 6:3       |
| 2. | 01/12/2012 | Santiago            | Ceglana | Julia Cohen          | 0:6, 6:3, 6:4  |
| 3. | 15/07/2013 | Campos do Jordão    | Twarda  | María Irigoyen       | 3:6, 7:5, 6:1  |
| 4. | 31/03/2014 | São José dos Campos | Ceglana | Maria Fernanda Alves | 6:2, 3:6, 6:2  |
| 5. | 27/11/2016 | Santiago            | Ceglana | Daniela Seguel       | 4:6, 4:4 krecz |
| 6. | 02/04/2017 | Campinas            | Ceglana | Stephanie Petit      | 6:4, 6:4       |
| 7. | 18/08/2018 | Cuneo               | Ceglana | Bianca Turati        | 6:4, 6:2       |

### Gra podwójna
|     | Data       | Turniej               | Naw.     | Partnerka            | Przeciwniczki                                     | Wynik                |
| 1.  | 07/06/2010 | Brasília              | Ceglana  | Fernanda Faria       | Gabriella Barbosa-Costa Silva Natalia Cheng       | 6:4, 6:4             |
| 2.  | 26/07/2010 | Campos do Jordão      | Twarda   | Fernanda Faria       | Monique Albuquerque Roxane Vaisemberg             | 6:3, 6:2             |
| 3.  | 22/11/2010 | Barueri               | Ceglana  | Fernanda Faria       | María Fernanda Álvarez Terán Aranza Salut         | 7:5, 4:6, 7:5        |
| 4.  | 13/06/2011 | Montpellier           | Ceglana  | Maryna Zanewśka      | Mădălina Gojnea Inés Ferrer Suárez                | 6:4, 7:5             |
| 5.  | 18/06/2011 | Ribeirão Preto        | Ceglana  | Fernanda Faria       | Andrea Benitez Raquel Piltcher                    | 2:6, 6:2, 6:2        |
| 6.  | 24/10/2011 | Goiânia               | Ceglana  | Beatriz Haddad Maia  | Flávia Dechandt Araújo Karina Venditti            | 6:4, 5:7, 12-10      |
| 7.  | 30/07/2012 | São Paulo             | Twarda   | Roxane Vaisemberg    | Aranza Salut Carolina Zeballos                    | 6:2, 6:2             |
| 8.  | 15/07/2013 | Campos do Jordão      | Twarda   | María Irigoyen       | María Fernanda Álvarez Terán Maria Fernanda Alves | 7:5, 6:3             |
| 9.  | 23/09/2013 | Sewilla               | Ceglana  | Florencia Molinero   | Cecilia Costa Melgar Gaia Sanesi                  | 6:3, 7:5             |
| 10. | 09/12/2013 | Mata de São João      | Ceglana  | Laura Pigossi        | Montserrat González Carolina Zeballos             | 6:2, 6:2             |
| 11. | 16/12/2013 | Bertioga              | Twarda   | Laura Pigossi        | Verónica Cepede Royg María Irigoyen               | 2:6, 6:4, 10-7       |
| 12. | 31/03/2014 | São José dos Campos   | Ceglana  | Maria Fernanda Alves | Gabriela Cé Eduarda Piai                          | 7:6(0), 7:5          |
| 13. | 07/04/2014 | São José do Rio Preto | Ceglana  | Maria Fernanda Alves | Carolina Alves Ingrid Gamarra Martins             | 6:2, 6:0             |
| 14. | 30/06/2014 | Denain                | Ceglana  | Florencia Molinero   | Nicola Slater Karolina Wlodarczak                 | 7:6(3), 7:6(4)       |
| 15. | 29/03/2015 | Palm Harbor           | Ceglana  | Petra Krejsová       | María Irigoyen Paula Ormaechea                    | 6:2, 6:4             |
| 16. | 27/09/2015 | Albuquerque           | Twarda   | Sanaz Marand         | Tamira Paszek Ana Tatiszwili                      | 4:6, 6:2, 10–3       |
| 17. | 18/01/2016 | Guarujá               | twarda   | Beatriz Haddad Maia  | Laura Pigossi Jil Teichmann                       | 6:7(3), 7:5, 10–7    |
| 20. | 16/03/2019 | São Paulo             | Ceglana  | Luisa Stefani        | Martina Di Giuseppe Thaisa Grana Pedretti         | 6:7(4), 6:0, 10–8    |
| 21. | 23/03/2019 | Kurytyba              | Ceglana  | Luisa Stefani        | Ekaterine Gorgodze Daniela Seguel                 | 6:7(3), 7:6(0), 10–2 |
| 23. | 29/06/2019 | Tarvisio              | Ceglana  | Gabriela Cé          | Gloria Ceschi Rasheeda McAdoo                     | 6:2, 4:6, 10–3       |
| 24. | 20/07/2019 | Imola                 | Dywanowa | Nina Stadler         | Rasheeda McAdoo Sandra Samir                      | 6:4, 6:2             |